# Manuel Mera Sánchez
Manuel Mera Sánchez (Seoane, Allariz, Província d'Ourense) és un sindicalista gallec.
Durant vint-i-dos anys visqué a l'Argentina. Va militar al Sindicato Obreiro Galego. Va esdevenir secretari general de la Confederació Intersindical Gallega.